# Liste der Universitäten in Irland
In der Republik Irland (amtlicher deutscher Name: Irland) gibt es elf Universitäten inkl. der Rechtsanwaltsinnung King’s Inns, die Abschlüsse der dritten Stufe (third-level education, entspricht dem EQR Level 6) vergeben. Abschlüsse dritter Stufe sind akademische Abschlüsse wie der Bachelor-, Master- und die Promotion sowie postgraduale Diploma. Die elf Universitäten umfassen auch fünf Technische Universitäten, die in einer tiefgreifenden Reform der Jahre 2019–22 zu Volluniversitäten wurden und die Nachfolger von zwölf zuvor Technischen Instituten sind. Das Neugründen von Universitäten aus vorhandenen Colleges und Instituten ist in Irland Teil der Universitätsgeschichte. Auch zuvor wurden in einer großen Reform 1908 zahlreiche existierende Colleges miteinander verschmolzen und gebündelt in den Universitätsrang gehoben.

## Heutige Universitäten

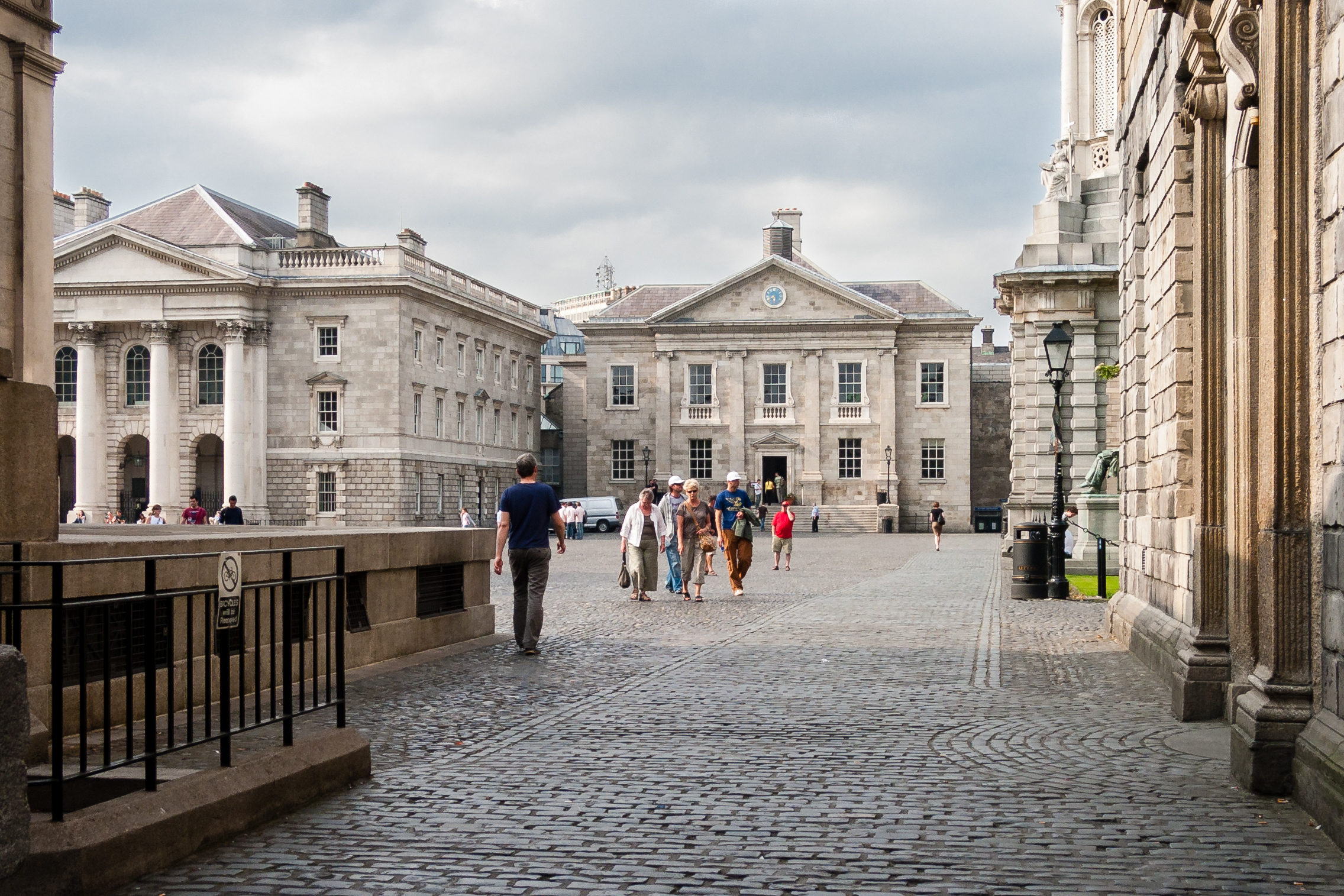
Das Trinity College Dublin mit seinem historischen Campus in der Innenstadt von Dublin.

Die elf Institute, die Stand 2022 noch existieren und eine Vergabe aller akademischen Abschlüsse anbieten, sind die folgenden:

### Vor 1900 – Historische Universitäten
Historische Universitäten wurden als gesamte Einheit oder in elementaren Teilen vor dem Jahr 1900 gegründet:
- National University of Ireland (als Einheit gegründet 1908), jedoch hervorgegangen aus vier Colleges:
  - University College Cork (gegründet 1845 als Queen’s College)
  - University College Dublin (gegründet 1854 als Katholische Universität von Irland)
  - University College Galway (älteste Einheit ist ein 1845 gegründeter Teil Queen’s College)
  - Maynooth University (1997 neu gegründet aus dem 1795 gegründeten St. Patrick’s College, Maynooth)
- University of Dublin (gegründet 1592), ursprüngliche für mehrere Colleges geplant, heute jedoch ausschließlich bestehend aus dem
  - Trinity College Dublin

Die historischen Universitäten umfassen auch die zwei Spezialisten-Colleges für Rechtswissenschaften und Medizin:
- RCSI University of Medicine and Health Sciences (von 1784 bis 2019 genannt das Royal College of Surgeons in Ireland, kurz RCSI)
- The Honorable Society of King’s Inns (gegründet 1541 nach dem Vorbild der britischen Rechtsanwaltsinnungen)

Diese vergeben nur Abschüsse in den ihnen zugewiesenen Spezialbereichen aber haben Universitätsrang.

### Ab 1950 - Nachkriegsuniversitäten

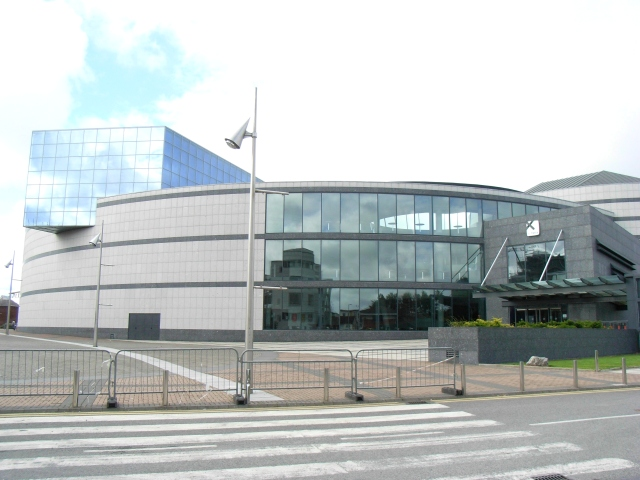
Die Dublin City University ist ein Beispiel für eine Nachkriegsuniversität in Irland (auch genannt Flachglasuniversität).

Im wirtschaftlichen Aufschwung der 1970er Jahre wurden zwei neue Universitäten ohne historische Tradition gegründet. Diese werden volkstümlich auch Flachglasuniversitäten genannt, um sie zu den historischen Universitäten im zumeist georgianischen oder viktorianischen Architekturstil abzugrenzen:
- Dublin City University (gegründet 1975, ab 1989 Universitätsstatus)
- University of Limerick (gegründet 1972 als National Institute of Higher Education, ab 1989 Universitätsstatus)

Zwölf weitere Technische Institute wurden als Nachkriegsinstitute von 1970–1990 gegründet, aber gingen mit den Strukturreformen von 2019 bis 2022 in danach fünf verbleibenden Universitäten auf. Sie sind somit nicht mehr Teil der Aufzählung heutiger Universitäten oder Institute. Alle zuvor genannten Universitäten waren mit Stand 1997 Universitäten in Irland.

### Ab 2019 – Moderne Universitäten
Mit dem irischen Technological Universities Act von 2018 wurden die rechtlichen Rahmenbedingungen geschlossen, dass sich mindestens zwei technische Institute zusammenschließen dürfen, um als Konsortium den Status einer Technischen Universitäten zu erhalten. Mit der Genehmigung der ersten Anträge im Jahr 2019 schaffte es die Grundlage für eine grundlegende Strukturreform.

#### Umstrukturierung 2021/22
In den Jahren 2019–2022 wurden als Ergebnis zahlreiche technische Universitäten aus schon vorhandenen technischen Instituten neu gegründet. Die hieraus resultieren Umgestaltung ist Stand März 2022 noch nicht vollständig abgeschlossen und wird deshalb beschrieben, wie sie im Laufe des Jahres 2022 beendet sein wird. Die nach Abschluss der Strukturreform verbleibenden Institute sind die folgenden:
- Atlantic Technological University (gegründet per 1. April 2022) als Nachfolger folgender Institute:
  - Galway-Mayo Institute of Technology (gegründet 1972)
  - Institute of Technology, Sligo (gegründet 1970)
  - Letterkenny Institute of Technology (gegründet 1971)
- Munster Technological University (kurz: MTU; gegründet 2021) als Nachfolger folgender Institute:
  - Cork Institute of Technology (gegründet 1974)
  - Institute of Technology, Tralee (gegründet 1977)
- South East Technological University (gegründet per 1. Mai 2022) als Nachfolger folgender Institute:
  - Waterford Institute of Technology (gegründet 1970)
  - Institute of Technology, Carlow (gegründet 1970)

- Technological University Dublin (kurz: TUD; gegründet 2019) als Nachfolger folgender Institute:
  - Dublin Institute of Technology (gegründet 1887 und ehemals Irlands älteste Technische Universität)
  - Institute of Technology, Blanchardstown (gegründet 1999)
  - Institute of Technology, Tallaght (gegründet 1992)
- Technological University of the Shannon: Midlands Midwest (kurz: TUS; gegründet 2021) als Nachfolger folgender Institute:
  - Athlone Institute of Technology (gegründet 1970)
  - Limerick Institute of Technology (gegründet 1997), zuvor hervorgegangen aus der 1852 gegründeten School of Ornamental Art on Leamy Street

#### Gründung in den 1970er Jahren
Die folgenden Technische Institute (Institutes of technology) sind somit Stand 2022 nicht mehr eigenständig existent aber waren es zuvor:
- Athlone Institute of Technology (1970 – 2021)
- Cork Institute of Technology (1974 – 2021)
- Dublin Institute of Technology (1887 – 2019)
- Galway-Mayo Institute of Technology (1972 – 2022)
- Institute of Technology, Blanchardstown (1999 – 2019)
- Institute of Technology, Carlow (1970 – 2022)
- Institute of Technology, Sligo (1970 – 2022)
- Institute of Technology, Tallaght (1992 – 2019)
- Institute of Technology, Tralee (1977 – 2021)
- Letterkenny Institute of Technology (1971 – 2022)
- Limerick Institute of Technology (1997 – 2021)
- Waterford Institute of Technology (1970 – 2022)

### Pontifikale Universität
Irland hat eine pontifikale Universität mit dem Recht, Abschüsse im Bereich Theologie und kanonisches Recht zu vergeben. Seit 2019 wird die irische Priesterausbildung jedoch am Päpstlich Irischen Kolleg in Rom durchgeführt. Die Zahl der Priesterkandidaten befand sich 2017 auf einem 222-jährigen Tief mit nur 15 Auszubildenden.
- St Patrick’s College, Maynooth (gegründet 1795 als Royal College of Saint Patrick Maynooth, seit 1896 Pontifikale Universität)

### Technische Institute
Es verbleiben mit Stand 2022 zwei Technische Institute ohne Universitätsstatus in Irland:
- Dundalk Institute of Technology (gegründet 1971, hat für 2023 beantragt eine Technische Universität zu werden)[6]
- Dún Laoghaire Institute of Art, Design and Technology (gegründet 1997)

## Referenzen
1. ↑  electronic Irish Statute Book (eISB): electronic Irish Statute Book (eISB). Abgerufen am 2. März 2022 (englisch).
2. ↑  Technological Universities. Abgerufen am 9. März 2022 (englisch).
3. ↑  Carl O'Brien Education Editor: Ireland’s newest university formally established. Abgerufen am 2. März 2022 (englisch).
4. ↑  Barry Roche: Taoiseach confirms creation of new Munster Technological University. Abgerufen am 2. März 2022 (englisch).
5. ↑  Bimpe Archer: Number of trainee priests at record low in Maynooth’s 222-year history. 5. September 2017, abgerufen am 2. März 2022 (englisch).
6. ↑  DkIT outline vision to achieve Technological University status. Abgerufen am 2. März 2022 (englisch).